# Magda Kelber
Mathilde Maria Magda Kelber (* 7. Juni 1908 in Aufseß; † 7. August 1987 in Wiesbaden) war eine deutsche Quäkerin, Philanthropin, Sozialarbeiterin und Sozialpädagogin. Neben Gisela Konopka, Heinrich Schiller, Herbert Lattke, Dora von Caemmerer und anderen gehört sie zu den Pionieren Sozialer Gruppenpädagogik/-arbeit.

## Leben und Wirken

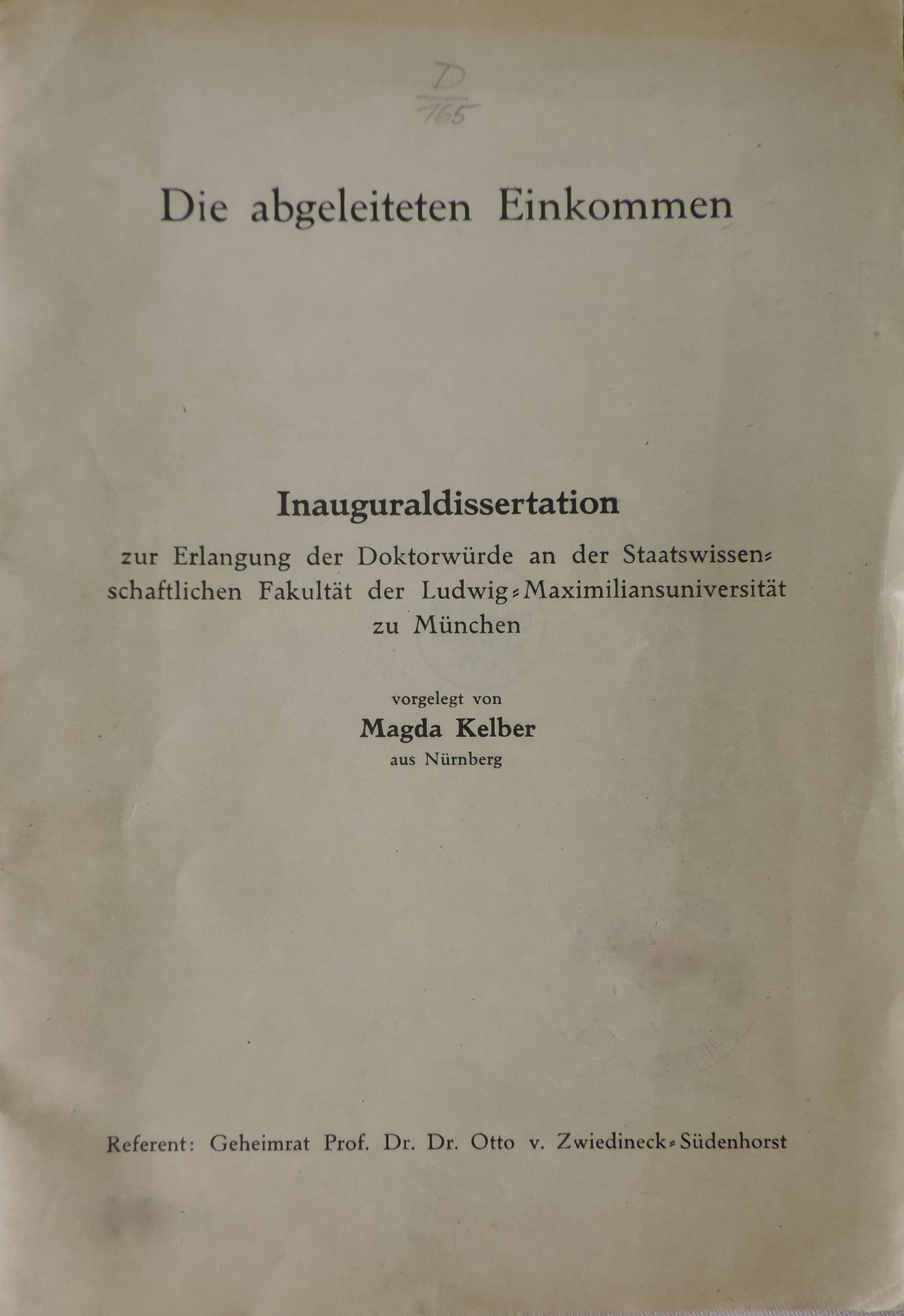
Dissertation von Magda Kelber

Mathilde Maria Magda war das sechste von sieben  Kindern des evangelisch-lutherischen Pfarrers Julius Kelber und dessen Ehefrau Pauline Kelber, geborene Ostertag. Kelber wuchs in Nürnberg auf, wo sie auch das Lyzeum und das Städtische Gymnasium absolvierte. Nach dem Abitur studierte sie in Erlangen, Wien, Königsberg und München. In letztgenannter Stadt promovierte sie 1932 in Volkswirtschaft bei Otto von Zwiedineck-Südenhorst. Das Thema ihrer Dissertation lautete: Die abgeleiteten Einkommen.  Ihre Doktorarbeit hatte zum Ziel, „neben der Darstellung und Kritik des Vorhandenen die Herausarbeitung eines theoretisch einwandfreien sozialökonomischen Begriffs der abgeleiteten Einkommen und die Entwicklung einer Theorie der abgeleiteten Einkommen, d. h. die Herausstellung der in dem Phänomen der abgeleiteten Einkommen gegebenen sozialökonomischen Probleme“.
Im Jahre 1933 ging Kelber nach England. Dort erhielt sie durch Hilfe von Antonie Nopitsch ein einjähriges Stipendium am Quäker-College Woodbrooke. In der Folge war sie bis 1936 am Educational Settlement in Seaham Harbour als Deutschlehrerin tätig. Anschließend gründete sie in Sunderland eine Abendschule für Erwachsene. Als Angehörige eines Feindesstaats wurde Kelber 1940 verhaftet und bis 1941 in Port Erin auf der Isle of Man interniert. Dort lernte sie die Pädagogin Minna Specht kennen, mit der sie eine lebenslange Freundschaft verband. Nach ihrer Freilassung arbeitete sie als freiberufliche Journalistin.
1946 kehrte Kelber in das Nachkriegsdeutschland zurück und übernahm die Leitung des Quäkerhilfswerks in der britischen Besatzungszone. Vorbereitet dazu hatte sie sich in der Gruppe German Educational Reconstruction Committee, die sich für die Entnazifizierung und Demokratisierung der deutschen Gesellschaft engagierte. Von 1949 bis 1963 war sie Leiterin von Haus Schwalbach im Taunus, einer renommierten Bildungsstätte, die von der amerikanischen Militärregierung gegründet worden war und sich insbesondere mit der Theorie und Praxis der Gruppenpädagogik befasste. Die Einrichtung war anfänglich als leadership training center für informelle und formelle Multiplikatoren in den hessischen Gemeinden gedacht. Eine beachtliche Anzahl von Pädagogen, Sozialarbeitern und ähnlicher Berufsgruppen „besuchten Ausbildungs- oder Fortbildungskurse im Haus Schwalbach und wurden hier, und nicht auf den rückständigen und desolaten Universitäten nach 1945, mit moderner Sozialarbeit und Sozialpsychologie vertraut gemacht“.
Kelber übernahm aus den USA auch die Methode 66. Diese Vorgehensweise unterteilte die an einer Veranstaltung zur Behandlung einer Erörterung oder einer Frage teilnehmenden Personen in Untergruppen von je sechs Personen, so dass „sie den Verhandlungsraum nicht verlassen mußten, ja an ihrem Platz bleiben konnten. Sie brauchten sich nur einander zuzuwenden. Sechs Minuten lang durften sie sich in der Regel ihrer Aufgabe widmen“.
Anlässlich 25 Jahre Haus Schwalbach schrieb Kelber über die erfolgreiche Arbeit ihrer Institution:
„Von 1949–1959 wurden 711 Lehrgänge in den Häusern, 1294 außerhalb durchgeführt; von 1949–1959 waren 21.574 Teilnehmer im Haus, 64.516 außerhalb beteiligt; von 1949 bis 1964 gab es 784 „hauseigene“ und 2302 „Außen“veranstaltungen; von 1949 bis 1964 wurden 24.073 Teilnehmer an „hauseigenen“ und 92.845 Teilnehmer an „Außen“veranstaltungen registriert“.
In den letzten Lebensjahren war Kelber an der Gründung und am Aufbau des Nachbarschaftshauses Wiesbaden e. V. beteiligt, dessen erste Vorsitzende sie bis 1967 war.
Kelber war äußerst rege publizistisch tätig. Ihr Hauptwerk Fibel der Gesprächsführung avancierte zum Klassiker der Sozialen Arbeit/Sozialpädagogik.
Kelber war unverheiratet. Sie lebte mit ihrer Freundin, der Lehrerin und Psychagogin Christa von Schenck zusammen.

## Gruppenpädagogik
In Kelbers Verständnis von Gruppenpädagogik treten zwei Pole hervor, nämlich die Gruppe und der Einzelne. Dazu schrieb sie kurz und bündig: „Gesunde Arbeit beruht auf einem rechten Verhältnis des Einzelnen zur Gruppe“. An anderer Stelle konstatierte sie zum gleichen Sachverhalt: „Der Mensch braucht als soziales Wesen neben der Ich-Du-Beziehung die Ich-Wir-Beziehung, und zwar in vielerlei Gruppen, um sich in verschiedenen Rollen zu erproben und unterschiedliche Fähigkeiten zu entfalten“. Die Gruppenpädagogik ist eine Methode, die bewusst die kleine überschaubare Gruppe als Mittelpunkt und Mittel der Erziehung einsetzt. Demzufolge fügte Kelber eine weitere Dimension hinzu: Die „Gruppe als Erziehungsraum und -mittel“. Daraus ergibt sich das Ziel der Gruppenpädagogik, nämlich die „individuelle und soziale Reifung des Menschen. Es erwächst aus den sittlichen Maximen der Ehrfurcht vor dem Menschen und seiner Verantwortung für die Gemeinschaft“. Die Gruppenpädagogik und der -prozess werden bestimmt von pädagogischen Grundsätzen, die die Arbeit des Gruppenleiters bestimmen und die da lauten:
- Individualisieren...
- Mit der Stärke eines jeden Einzelnen arbeiten ...
- Anfangen, wo die Gruppe steht und sich mit ihr – ihrem Tempo entsprechend – in Bewegung setzen ...
- Raum für Entscheidungen geben ...
- Notwendige Grenzen setzen und positiv nutzen ...
- Sich als Gruppenpädagoge überflüssig machen ...
- Zusammenarbeit mehr pflegen als Einzelwettbewerb ...
- Hilfe durch Programmgestaltung ...[10].

## Ehrungen
1976: Bundesverdienstkreuz 1. Klasse.

## Werke (Auswahl)
- Die abgeleiteten Einkommen, München 1932
- Quäkerhilfswerk Britische Zone 1945–1948, Bad Pyrmont 1949
- Was verstehen wir unter Gruppenpädagogik? Eine Einführung in die Gruppenpädagogik, in: Haisschwalbach (Hrsg.): Auswahl aus den Schwalbacher Blättern 1949–1959, Wiesbaden 1959
- Meine Gruppe. Eine Gruppenpädagogik und -methodik, Düsseldorf 1960
- Mitdenken – Mitsprechen – Mittun. Gruppenarbeit mit Frauen, Wiesbaden 1969
- Fibel der Gesprächsführung, Opladen 1972
- Gesprächsführung, Opladen 1977
- 25 Jahre "Haus Schwalbach" 26. Juni 1949 bis 29. Juni 1974, in: Haus Schwalbach (Hrsg.): Auswahl Vier. Band Eins. Gruppenpädagogische Grundlegungen,  Wiesbaden 1978, S. 10–16